# Maria Ana Sureau Blondin
Maria Ana Sureau Blondin, do Canadá, é a fundadora da Congregação das Irmãs de Santa Ana, dedicada à educação de crianças. Aos 20 anos, havia se juntado às Irmãs de Notre-Dame, que deixou por motivos de saúde. Tornou-se diretora de uma escola e, em seguida, fundou sua congregação, fazendo os seus votos perante o bispo de Montreal com outros companheiros em 1850 e mudar o nome em homenagem à Santa Ana.